# Estatueta de Neferefre
L'Estatueta de Neferefre la van trobar trencada en bocins en unes excavacions txecoslovaques del 1984–85 en les restes del temple del conjunt piramidal del rei a Abusir al-Melek. Feia uns 34 cm d'alt. L'estatueta es troba al Museu Egipci del Caire (JE 98171). A causa de la bona conservació del rostre i els colors, és un dels exemples més famosos d'escultura reial egípcia de l'Imperi Antic.

## Detalls
L'estàtua és feta de pedra calcària rosa i es va trobar fragmentada, però les restes no estan pas completes. Mostra el rei segut en un tron cúbic. El rei usa una perruca curta. Al front hi ha un forat on s'inseria l'ureu, ara perdut. El cabell està pintat de negre, igual que el bigot, que fins i tot es percep sobre els llavis. El nas està una mica trencat. El rei portava també la falsa barba cerimonial, hui també perduda. Rere el cap hi ha un falcó (símbol d'Horus) que estén les ales protectores als costats del cap del rei. En cada urpa duu un anell shen. El rei té el tors nu. A la mà dreta sosté una maça. Li manca quasi tot el braç esquerre. També la part inferior del cos en gran part. Només es conserven els genolls ben tallats que mostren que portava duia la faldeta shenti. Hi ha un fragment de la base amb les restes del peu dret. En la base hi ha una breu inscripció: el rei de l'Alt i Baix Egipte, Neferefre, per l'eternitat. Hi ha un fragment de la part posterior del tron i un altre fragment sense decorar de la base.

## Descobriment
Els fragments aparegueren en tres llocs dins del temple piramidal de Neferefre. Quatre en una sala amb columnes a la part sud-oest del temple. Tres fragments més provenen d'una sala d'emmagatzematge, al sud d'aquesta sala, i altres dos fragments provenen d'una saleta a l'est de la sala gran.